# Behbeit el-Hagar

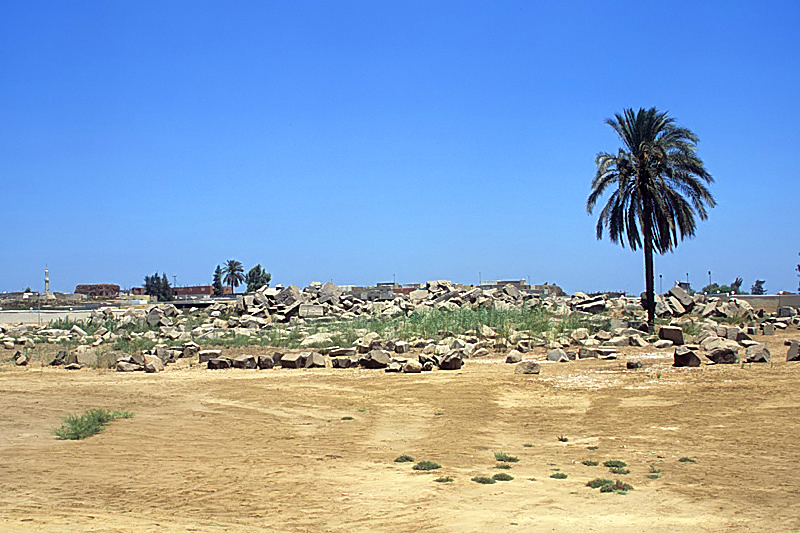
Vista do local do templo.

Behbeit el-Hagar é um sítio arqueológico no Baixo Egito que contém um antigo templo egípcio em homenagem a deusa Ísis. O local fica às margens do ramo Damieta do rio Nilo, ao norte de Sebenito e oito quilômetros ao oeste de Almançora, no governorato de Dakahlia. O templo é conhecido como Iseu e foi o primeiro grande templo dedicado a Ísis. Ela talvez tenha sido venerada nos santuários mais antigos do local ao lado de seu marido mitológico Osíris e de seu filho, Hórus. A construção foi iniciada pelos faraós da Trigésima Dinastia e só foi completada durante o reinado de Ptolemeu III Evérgeta.
O templo tornou-se um dos maiores centros de veneração a Ísis. Ele rivalizava com Filas no Alto Egito, o principal templo de adoração da divindade. O Iseion foi construído inteiramente em granito, algo incomum. Ele foi demolido em algum momento da história, possivelmente em tempos antigos, por algum terremoto ou pela remoção de suas pedras para utilização em outras construções. Hoje, restam apenas alguns blocos espalhados pelo local.